# Sergej Vasil'evič Rachmaninov
Sergej Vasil'evič Rachmaninov (in russo Серге́й Васи́льевич Рахма́нинов?; altra traslitterazione in uso: Rachmaninoff; tenuta di Semenovo oppure Onega, Velikij Novgorod, 1º aprile 1873 – Beverly Hills, 28 marzo 1943) è stato un compositore, pianista e direttore d'orchestra russo naturalizzato statunitense.
È considerato uno dei maggiori pianisti di ogni tempo e uno dei più importanti compositori tardo romantici. Dopo le prime influenze di musicisti russi tra cui Čajkovskij, Rachmaninov riuscì a creare un proprio linguaggio personale ricco di melodia e di colore. Egli riteneva se stesso soprattutto un compositore piuttosto che un pianista, sebbene lo sviluppo della sua carriera (per certi versi, almeno inizialmente, piuttosto tormentata) sembrasse dimostrare il contrario.
(Sergej Rachmaninov)

## Biografia
Nato in prossimità di Velikij Novgorod, a Onega, come pensava il compositore stesso, oppure nella tenuta di famiglia a Semonovo, secondo atti ufficiali (fu battezzato a pochi chilometri da lì), visse la sua infanzia con la madre, Ljubov Petrovna Butakova, il padre Vasilij Arkadijevič (ex-ufficiale dell'esercito russo), le sorelle Elena e Sofija e il fratello Vladimir, tutti maggiori di età. Circondato dalla musica, all'età di quattro anni imparò a suonare il pianoforte grazie alla madre Ljubov Petrovna e soprattutto al nonno paterno, Arkadij Aleksandrovič che era stato alunno di John Field, con cui eseguiva piccoli pezzi a quattro mani. Quando Sergej nacque, il cugino Aleksandr Ziloti era già un pianista affermato. Altri due fratelli si sarebbero poi aggiunti alla già numerosa famiglia: una bimba di nome Varvara e un bambino di nome Arkadij.
All'età di sei anni, Rachmaninov ebbe la prima lezione di pianoforte con Anna Dmitr'evna Ornazkaja, giovane diplomata del conservatorio di San Pietroburgo. Impressionata dalla naturale abilità di Rachmaninov al pianoforte, nel 1881, l'insegnante lo raccomandò per una borsa di studio allo stesso conservatorio. Fu così che a nove anni Sergej iniziò formalmente a prendere lezioni. Si interessò molto alla musica, ma allo studio sui libri il giovane Sergej preferiva lo svago e i giochi all'aria aperta.
Nel 1882 la famiglia, impoverita a causa dell'assoluta incapacità amministrativa di Vasilij, dovette trasferirsi a San Pietroburgo in un piccolo e squallido appartamento. La situazione familiare divenne tragica quando i bambini furono colpiti da un'epidemia di difterite; Sofija fu l'unica a essere contagiata in modo grave e non sopravvisse. Il padre, nel frattempo, aveva sperperato tutto il patrimonio frutto dell'eredità di Ljubov; abbandonò la famiglia lasciando alla moglie la custodia dei bambini che si trovarono così in condizioni di precarietà. Senza soldi e con la minaccia che suo figlio potesse essere espulso dal conservatorio, Ljubov chiese aiuto al cugino Aleksandr Ziloti che pensò di affidare il giovane Sergej a Nikolaj Sergeevič Zverev che era stato il suo primo insegnante, eccellente docente, ma piuttosto severo.. Venne deciso così che Rachmaninov continuasse a studiare al conservatorio; poco tempo dopo perciò il giovane fu mandato a Mosca per diventare un allievo di Zverev.

### Il trasferimento a Mosca
Sergej venne inizialmente ospitato, per i primi giorni, dalla zia Varvara Arkad'evna Satina, madre di Ziloti, per poi essere accolto nella casa del maestro dove condivise lezioni, vitto e alloggio con altri studenti. Zverev, ospitandoli gratuitamente, pretendeva però obbedienza e rispetto totale delle sue istruzioni. Gli insegnamenti, inizialmente solo di pianoforte, avvenivano sia in casa sia al conservatorio. Gli intensi piani giornalieri di studio fecero sì che Rachmaninov diventasse più calmo e riflessivo. 
In questo periodo egli ebbe occasione di conoscere, in appassionanti serate musicali presso il salotto di Zverev, musicisti russi dell'epoca, tra cui Čajkovskij, con cui Rachmaninov strinse subito una forte relazione e dal quale riceverà un'influenza importantissima. Molti altri musicisti, quali Sergej Taneev e Anton Arenskij, professori, artisti e attori, tutti interessati alla musica, si alternavano nell'abitazione del maestro. 
Dopo circa tre anni di studio con Zverev Sergej ottenne il diploma di primo grado e a quindici anni iniziò a studiare, sotto le direttive di Sergej Taneev e Anton Arenskij, la tecnica del contrappunto e dell'armonia ed entrò nella classe di pianoforte tenuta dal cugino Aleksandr Ziloti. Il conservatorio di Mosca offrì a Rachmaninov la prima possibilità di esprimersi come compositore e dedicarsi a scrivere le sue prime partiture. La nuova "necessità" di comporre mostrata da Rachmaninov si scontrò con le idee di Zverev che vedeva ciò come uno spreco del talento espresso fino ad allora sulla tastiera. Il giovane Sergej chiese al maestro di poter avere un pianoforte personale con cui scrivere la sua musica; il rifiuto di Zverev degenerò in un'accesa discussione che si chiuse con la rottura dei rapporti fra i due. Rachmaninov dovette pertanto lasciare l'abitazione del suo insegnante e fu nuovamente accolto in casa della zia Varvara. 

### Gli esordi da compositore
Nel 1887 terminò a Mosca le partiture di tre Notturni, una Suite e lo Scherzo in Fa maggiore per orchestra. Di queste composizioni giovanili le migliori risulteranno essere, scritte fra il 1890 e il 1891, il poema sinfonico Il principe Rostislav e il primo concerto per pianoforte e orchestra; Rachmaninov scrisse in quel periodo anche alcuni pezzi per pianoforte solista e alcune canzoni. Già da queste prime composizioni il giovane musicista dimostrò la sua tendenza a uno stile eterogeneo e a un'espressività postromantica.
Un anno prima di terminare gli studi di pianoforte al conservatorio, Rachmaninov chiese di anticipare l'esame finale; il motivo nasceva dal fatto che il cugino Aleksandr voleva lasciare l'insegnamento a fine anno e Sergej, per non passare con un altro insegnante, preferiva terminare prima. Dimostrando una grandissima abilità al pianoforte, si presentò all'esame a fine maggio e si diplomò proprio un anno prima del previsto presentando la Sonata Waldstein di Beethoven e il primo tempo della Sonata n. 2 di Chopin. Continuò comunque a studiare per il diploma di composizione ma, sopportando sempre meno l'ambiente del conservatorio, chiese anche ad Arenskij di anticipare l'esame alla primavera successiva. Il 30 gennaio 1892 Rachmaninov partecipò al suo primo concerto ufficiale eseguendo, oltre a brani di Chopin, Liszt e Čajkovskij, anche due sue composizioni: Due pezzi per violoncello e pianoforte e il Trio élégiaque. A marzo gli venne affidato il soggetto per il diploma; si trattava di Aleko, su testo di Vladimir Ivanovič Nemirovič-Dančenko tratto dal poema Gli zingari di Puškin. Rachmaninov scrisse in sole due settimane l'opera, orchestrazione compresa, lasciando stupefatto il suo insegnante. Il 7 maggio 1892 ottenne il massimo dei voti e venne insignito della Gran Medaglia d'Oro. In poco tempo, dopo il diploma, scrisse il Preludio in do diesis minore, composizione a cui rimarrà legato in modo indissolubile per tutta la vita.

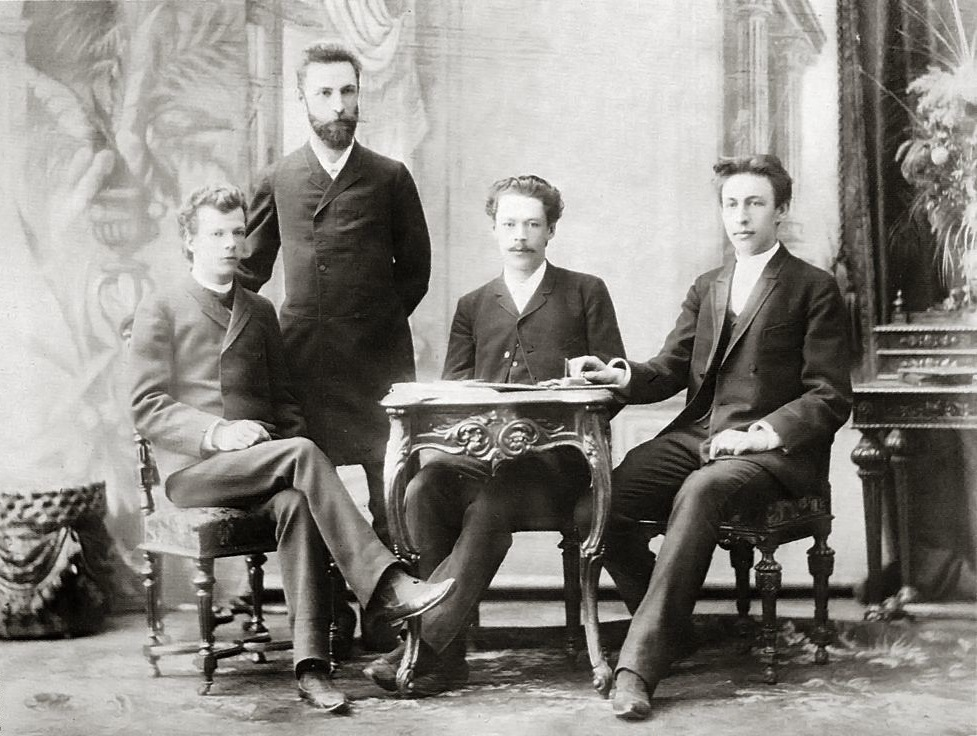
Arenskij, seduto al centro, con i suoi studenti Lev Conus, Nikita Morozov, e Rachmaninov.

### I primi successi
La prima di Aleko avvenne il 9 maggio 1893 al Teatro Bol'šoj; la rappresentazione ebbe un tale successo che venne programmata anche per essere interpretata da Fëdor Ivanovič Šaljapin, celebre basso con cui il compositore rimarrà amico per tutta la vita. Čajkovskij si dimostrò entusiasta dell'opera e consigliò a Rachmaninov di accettare la proposta dell'editore Karl Gutheil per pubblicare il lavoro. Sergej accolse subito l'invito soprattutto quando seppe che Gutheil voleva pubblicare altre sue opere per la somma di 500 rubli. Gutheil vendette anche i diritti del Preludio in Do diesis minore. Sfortunatamente esso non fu protetto da un copyright internazionale, tanto che, nonostante fosse uno dei suoi lavori più conosciuti, gli fruttò solo quaranta rubli. Dopo la rappresentazione dell'opera Zverev, per riconciliarsi con il compositore, organizzò una cena a cui presero parte molti musicisti, fra cui Arenskij e Skrjabin.

Nel maggio 1893 Rachmaninov si recò in campagna presso la nonna Butakova per una vacanza; qui, nella quiete del luogo, scrisse la Suite n. 1, Due pezzi per violino e pianoforte e La roccia, fantasia per orchestra che dedicò a Rimskij-Korsakov.
Con un nuovo editore, e rinnovate energie, Rachmaninov divenne sempre più conosciuto in tutto il mondo, sia per le sue composizioni che per le esecuzioni concertistiche; le sue opere divennero sempre più note e rappresentate, tanto da attirare l'attenzione dei critici. In particolare, quella del musicista e critico musicale Cezar' Antonovič Kjui (uno dei membri del Gruppo dei Cinque), che in un'occasione visitò Rachmaninov a Ivanovka, proprietà della famiglia della zia, a circa 500 km da Mosca. Durante la visita, Kjui compose una breve melodia che sottopose al giudizio di Rachmaninov. Il parere secco e negativo espresso dal compositore sulla qualità della composizione (espresso per non illudere inutilmente il critico), si tramutò in un astio da parte di Kjui che, da allora in poi, scrisse note feroci e denigratorie sulla produzione musicale di Rachmaninov.

### La prima sinfonia e la depressione
Dopo aver scritto i Sei canti op. 8 per voce e pianoforte, Rachmaninov fu raggiunto dalla notizia della morte di Zverev e poco dopo di quella di Čajkovskij, avvenimenti che lo rattristarono e che lo fecero sentire solo, soprattutto perché gli venne a mancare l'appoggio del grande compositore.

Alla fine del 1894 la zia Varvara, con la famiglia, acquistò una grande casa dove riservò al celebre nipote una camera e uno studio con un pianoforte; Sergej qui trovò la tranquillità per poter comporre.
Nel gennaio 1895 Rachmaninov iniziò a pensare al primo grande lavoro orchestrale, la sua Prima sinfonia. Per la composizione dell'opera occorsero otto mesi, cosicché fu terminata solo verso i primi di settembre. A Mosca Mitrofan Petrovič Beljaev, creatore dei Concerti Sinfonici Russi, volle inserire la sinfonia di Rachmaninov nella stagione del 1896, scegliendo come direttore Glazunov. Il compositore era però molto titubante e aveva timore delle reazioni del pubblico, dimostrandosi nervoso e preoccupato, non a torto poiché Taneev, esaminando il lavoro, aveva avuto un'impressione piuttosto negativa. La sera del 15 marzo 1897, diciotto mesi dopo, l'opera venne data in prima esecuzione a San Pietroburgo, cinque giorni prima del ventiquattresimo compleanno del compositore. La rappresentazione si rivelò però un disastro e il giovane Sergej ne rimase pressoché distrutto. Glazunov aveva diretto pessimamente e Rachmaninov non usò mezzi termini nei confronti del maestro affermando di essere molto sorpreso che un uomo di un così grande talento potesse dirigere così male.
A Rachmaninov venne a mancare la fiducia nelle sue qualità di compositore dopo il disastro della prima sinfonia e dovette affrontare tre anni di depressione. Questo periodo non fu tuttavia privo di una qualche attività musicale: infatti accettò l'incarico di secondo direttore di una compagnia operistica privata di Mosca gestita da un ricco imprenditore, Savva Ivanovič Mamontov, noto per essere protettore di molti artisti fra cui Šaljapin. Il primo direttore era il non eccelso Michele Esposito, il quale, ben conscio dei propri limiti, non era esattamente felice di affiancarsi a un collega già notevolmente affermato. Con la compagnia Rachmaninov diresse come prima opera Una vita per lo Zar di Glinka e in seguito Samson et Dalila di Saint-Saëns, Rogneda di Serov, la Carmen di Bizet.

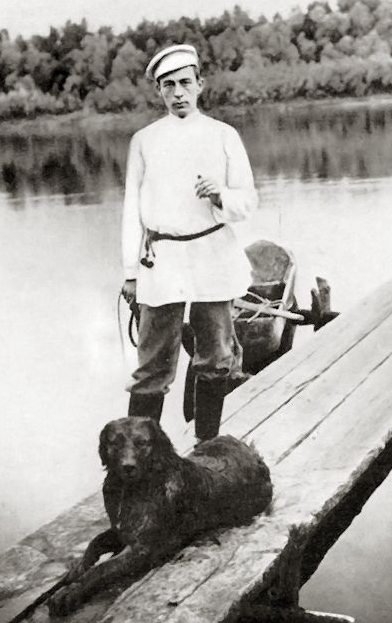
Rachmaninov e il suo cane Levko nel 1899.

Il suo talento come direttore d'orchestra e compositore era ormai riconosciuto da tutti; nel 1899 Ziloti ottenne per lui una scrittura con la Royal Philharmonic Society di Londra come direttore e pianista. In questa occasione diresse la sua fantasia per orchestra La roccia e interpretò il suo Preludio in do diesis minore e l'Elegia, tratta dall'Op. 3.
Comporre musica continuava a essere difficile per Rachmaninov. Molti dei suoi amici provarono ad aiutarlo a ritrovare il desiderio di comporre, e nemmeno una visita fatta insieme all'amico Šaljapin a Tolstoj, ebbe esito positivo. Fu anche per questo che il musicista, su consiglio di Grigorij Lvovič Grauermannm, medico amico di famiglia della zia, fu affidato alle cure di Nikolaj Dahl, specialista in ipnoterapia e grande amante della musica. Si pensa che Rachmaninov sia stato ipnotizzato per riottenere la fiducia in sé, ma, oltre a questo, è molto probabile che lui e Dahl abbiano parlato prevalentemente di musica e di arte. Di certo queste conversazioni, oltre che la solidarietà dei suoi amici più stretti, diedero a Rachmaninov una nuova pace interiore. La cugina Natalija Satina fu molto vicina al compositore, preoccupata per la sua salute. Le cure di Dahl ebbero un esito positivo tanto che Rachmaninov nel 1901 riuscì a terminare il secondo concerto per pianoforte e orchestra, che aveva iniziato a comporre nel 1900 e che poté presentare nel mese di ottobre, dedicandolo proprio a Dahl. Al concerto, che ebbe un grande successo, seguirono diverse composizioni come la seconda Suite per due pianoforti, la cantata La primavera, su un testo di Nikolaj Alekseevič Nekrasov, e la Sonata per violoncello e pianoforte, dedicata all'amico Anatolij Brandukov, violoncellista e direttore d'orchestra.

### Il matrimonio e i concerti all'estero
La cugina Natalija, ormai molto vicina a Rachmaninov, si diplomò in pianoforte, cosa che il musicista apprezzò in modo significativo. Poco tempo dopo i due giovani annunciarono alla famiglia l'intenzione di volersi sposare. La Chiesa ortodossa però non ammetteva unioni fra consanguinei e perciò fu necessario ottenere un permesso speciale. La celebrazione fu officiata da un cappellano militare il 29 aprile 1902 in una chiesetta alla periferia di Mosca, con Ziloti e Brandukov come testimoni.
 Durante il viaggio di nozze gli sposi visitarono Vienna, quindi Venezia, Lucerna e infine Bayreuth dove assistettero alle rappresentazioni de L'olandese volante e del Parsifal; Rachmaninov, a differenza di molti altri musicisti, non subì il fascino della musica wagneriana e non fece alcun commento. Come regalo di nozze la famiglia di Natalija offrì agli sposi una delle due case della residenza estiva di Ivanovka. Dell'anno successivo è la nascita della prima figlia, Irina. Nel 1904 Sergej fu ingaggiato per cinque mesi dal Teatro Bol'šoj di Mosca e si distinse anche come direttore d'opera. Per lo stesso teatro scrisse due lavori: Francesca da Rimini e Il cavaliere avaro che debuttarono nel gennaio 1906. Con la rappresentazione di Rusalka di Dargomyžskij Rachmaninov stupì il pubblico dirigendo in piedi di fronte all'orchestra e non più, come era sempre stato, seduto fra il palcoscenico e la fossa orchestrale.
Terminato l'impegno con il Bol'šoj, nel 1906 partì per una vacanza con la famiglia in Italia; visitò Firenze, rimanendo affascinato dal Giardino di Boboli, e successivamente si recò a Marina di Pisa; qui prese in affitto una villa dove si dedicò a un progetto, mai realizzato, per un'opera sul testo del romanzo di Gustave Flaubert, Salammbô. La vacanza fu però interrotta in anticipo perché Natalija e Irina si ammalarono e il compositore preferì rientrare in patria.
Avendo necessità di guadagnare il musicista accettò una serie di incarichi in Germania; si trasferì con la famiglia a Dresda e si recò per delle rappresentazioni a Lipsia. Nel frattempo si dedicava alla composizione di un'altra opera, Monna Vanna che dovette lasciare incompiuta perché, a insaputa di Rachmaninov e del suo librettista Slonov, i diritti del testo erano stati ceduti dall'autore a un altro compositore. Rientrato finalmente in Russia tornò nella tenuta di Ivanovka, luogo a lui più caro. Qui a giugno 1907 nacque la seconda figlia, Tatjana. Terminò quindi la seconda sinfonia, dedicata a Sergej Taneev, la cui prima esecuzione, avvenuta a San Pietroburgo sotto la direzione dello stesso compositore il 26 gennaio 1908, ebbe subito l'approvazione del pubblico e della critica. Subito dopo Rachmaninov ritornò a Dresda, città che era diventata la base per i suoi concerti in Europa. Interpretò le proprie composizioni a Varsavia e poi a Londra dove all'esecuzione del secondo concerto per pianoforte il Times dedicò parole di grande apprezzamento. Rientrato a Ivanovka il musicista si dedicò alla correzione della seconda sinfonia per la pubblicazione che avvenne nell'agosto 1908.

Nei primi tre mesi del 1909 scrisse la partitura di un poema sinfonico a cui pensava da tempo, L'isola dei morti, ispirato a una versione del quadro dallo stesso titolo del pittore simbolista Arnold Böcklin. La sua carriera come compositore era ormai giunta all'apice del successo sia in Russia che in Europa. Nel frattempo Rachmaninov aveva intavolato delle trattative per una tournée negli Stati Uniti e, essendo ormai celebre, poteva permettersi di porre le sue condizioni; per una serie di venticinque concerti richiese mille rubli a esecuzione. Avendo terminato il suo terzo concerto per pianoforte, lo scelse per il suo debutto a New York che ebbe luogo il 28 novembre 1909.

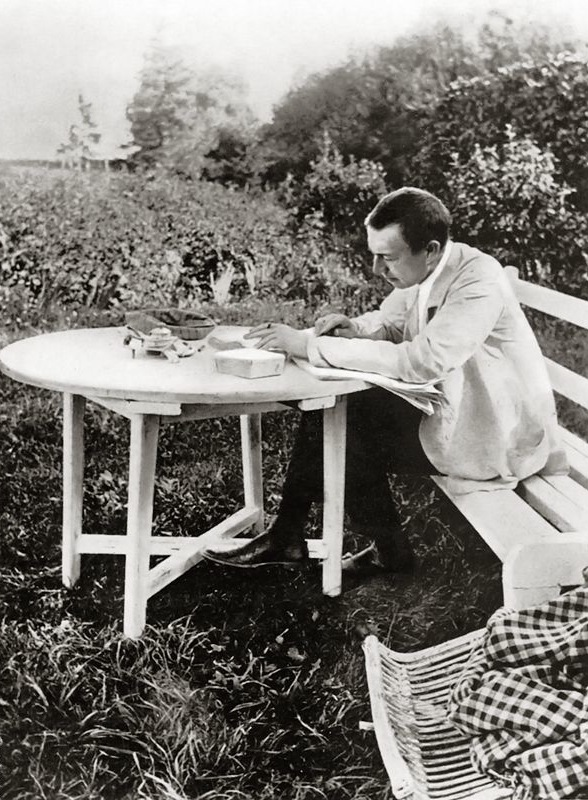
Rachmaninov corregge le bozze del Terzo Concerto a Ivanovka

Il tour americano, coronato da grande successo, sarebbe durato circa tre mesi e doveva comprendere 26 concerti, diciannove come pianista e sette come direttore d'orchestra. Il 9 gennaio 1910 eseguì sue musiche al Metropolitan Opera House di New York. Il 16 gennaio 1910 Rachmaninov eseguì il suo nuovo concerto sotto la direzione di Gustav Mahler di cui egli riconobbe la grande serietà e meticolosità esecutiva. La tournée si dimostrò però molto faticosa per il musicista che mal sopportava la pressione a cui era sottoposto da parte di chi organizzava i concerti, al punto di sentirsi spesso sminuito come individuo. Ricevette ancora molte offerte di lavoro, ma il disagio e la nostalgia della Russia ebbero il sopravvento e il compositore decise di rientrare il più presto possibile nella terra natale. Gli anni che seguirono portarono nuovi sviluppi nel suo stile compositivo. Rientrato in Russia si dedicò soprattutto ai concerti e scrisse la Liturgia di San Giovanni Crisostomo. Nell'estate del 1910, con la morte del suocero, egli divenne proprietario di tutta la tenuta di Ivanovka.
Dopo il suo rientro a San Pietroburgo, dopo ogni sua esibizione, una misteriosa ammiratrice, definita poi "La Dama dei lillà bianchi", non mancò mai di far pervenire al compositore, per parecchio tempo, un bouquet di lillà, oltre che in occasione di concerti, anche per le festività o per il compleanno e l'onomastico. Rachmaninov infatti amava molto i fiori di lillà e scrisse anche una canzone (Il lillà) che fa parte del ciclo di canti op.21.
Nel 1912 Rachmaninov con la famiglia si concesse una vacanza andando prima a Berlino, poi in Svizzera e infine a Roma dove affittò un appartamento in Piazza di Spagna; per giornate intere si dedicò alla composizione, iniziò la seconda sonata per pianoforte e la sinfonia corale Le campane, basata su un riadattamento del poeta simbolista Konstantin Dmitrievič Bal'mont della poesia omonima di Edgar Allan Poe, composizione che, come egli disse, era quella fra le proprie che amava di più; il suono delle campane di Roma aveva suscitato in lui ricordi d'infanzia quando ascoltava le campane di Novgorod mentre la nonna lo accompagnava alle funzioni.
Rientrato in patria nella primavera del 1913 il compositore si dedicò prevalentemente all'amministrazione della tenuta di Ivanovka, interessandosi anche di agricoltura. Terminò quindi la partitura de Le campane nel mese di aprile e riprese anche l'attività concertistica. Il compositore suo malgrado dovette subire numerosi attacchi da parte del critico Vjačeslav Karatigin che sosteneva la musica nazionale di  Musorgskij e quella di Skrjabin e Stravinskij contro quella filo occidentale di Čajkovskij e, appunto, di Rachmaninov. Contro ogni aspettativa la prima esecuzione de Le campane il 30 novembre 1913 fu un successo, di pubblico e anche di critica. 
Nel luglio del 1914 scoppiò la prima guerra mondiale; nell'agosto morì Ljadov e Rachmaninov diresse un concerto in suo onore. Il primo anno di guerra fu terribile per la Russia con innumerevoli morti al fronte; il mondo musicale perdette anche Skrjabin e poco dopo Taneev. Il compositore si spostò per un certo periodo a Kalila in Finlandia, in una residenza vicino alla casa di Ziloti, per poter scrivere più serenamente. Riprese in seguito i concerti in Russia, spesso interpretando musiche di Skrjabin e devolvendo gli incassi alla vedova del suo amico in difficoltà finanziarie. Fra il 1916 e il 1917 terminò a Mosca la partitura degli Études-Tableaux, Op. 39 per pianoforte.

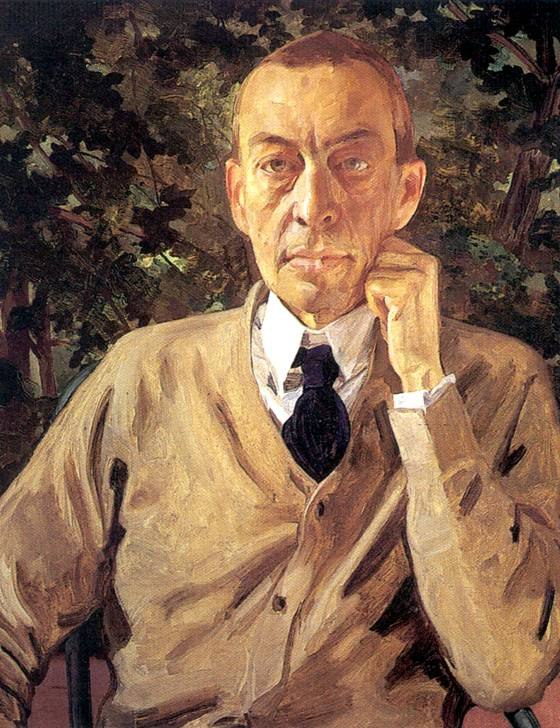
Konstantin Somov Ritratto di Sergej Rachmaninov (1925) Galleria Tret'jakov di Mosca

### Rivoluzione russa e il trasferimento negli Stati Uniti
Le insurrezioni del febbraio 1917 che portarono alla fine del potere dei Romanov e alla Rivoluzione d'ottobre resero l'atmosfera generale non congeniale al carattere del compositore; il 26 febbraio Rachmaninov diede il suo ultimo concerto a Mosca devolvendo il compenso ai prigionieri politici da poco scarcerati. In quelle febbrili giornate lavorava a vari progetti, tra i quali una revisione completa del primo concerto per pianoforte. Quando terminò l'anno scolastico delle figlie partì con la famiglia per la Crimea per trascorrervi l'estate, lontano da una situazione difficile; le notizie che gli pervenivano da Mosca erano però di volta in volta peggiori. Rientrato a Mosca accettò una provvidenziale offerta per una serie di concerti da tenersi in Scandinavia e, con i suoi familiari, decise di lasciare i tumulti della Russia. Abbandonarono momentaneamente tutte le proprietà, in attesa di tornare quando la situazione si fosse tranquillizzata.
Il precipitare degli eventi fece decidere diversamente il compositore; Sergej si fece prestare denaro da alcuni amici e si recò in fretta e furia a San Pietroburgo per ottenere il visto per tutta la famiglia. I Rachmaninov lasciarono la Russia per sempre il 23 dicembre 1917. Non ebbero problemi a passare il confine, anzi, gli ispettori fecero al musicista i migliori auguri per i suoi concerti. Alla vigilia di Natale arrivarono a Stoccolma, quindi raggiunsero l'amico Nikolaj Struve a Copenaghen; Rachmaninov si esibì in tre concerti con l'Orchestra Filarmonica di Copenaghen. Nel frattempo il compositore, avendo avuto molte richieste per dei concerti negli USA, in particolare da Boston e da Cincinnati, decise di varcare l'oceano.
Il 1º novembre 1918 raggiunse Oslo con la moglie Natalija e le due figlie, quindi partì con il vaporetto Bergensfjord, per giungere infine negli Stati Uniti l'11 novembre. La famiglia si stabilì allo Scherry Netherland Hotel di New York e il giorno dopo moltissimi musicisti, fra cui Prokof'ev, Fritz Kreisler e Mischa Elman, si recarono da Rachmaninov per salutarlo e offrirgli appoggio. Anche se in quel momento niente era deciso definitivamente, questo si rivelò il primo passo di un esilio che sarebbe durato tutta la vita. Rachmaninov avrebbe portato con sé fino alla morte il dolore del distacco dalla terra madre e questo fattore condizionò in modo decisivo la sua volontà di continuare a comporre.
Rachmaninov ignorava la lingua e le abitudini del nuovo paese per cui gli venne assegnata una segretaria e uno studio, con pianoforte, presso l'abitazione di una signora amante della musica. Inizialmente la carriera concertistica fu intrapresa anche per assicurare alla famiglia un adeguato tenore di vita, dal momento che tutte le proprietà di famiglia erano rimaste in Russia. Iniziando con un piccolo repertorio, composto dalle sue opere e da alcune di Chopin, Liszt e Čajkovskij, si esibì in diverse città; scelse un pianoforte Steinway & Sons, casa con cui aveva firmato un contratto e successivamente ne firmò uno anche con la casa discografica Edison Records per delle incisioni. Ritornò al Metropolitan con un recital nel 1919 e nel 1920 eseguì il secondo concerto per pianoforte e orchestra di Liszt. Il 12 gennaio 1919 con la New York Symphony Orchestra suonò il suo secondo concerto per pianoforte; il critico del New York Herald scrisse che raramente aveva visto il pubblico così coinvolto e commosso; Rachmaninov ricevette un'ovazione grandiosa che lo consacrò in maniera definitiva.

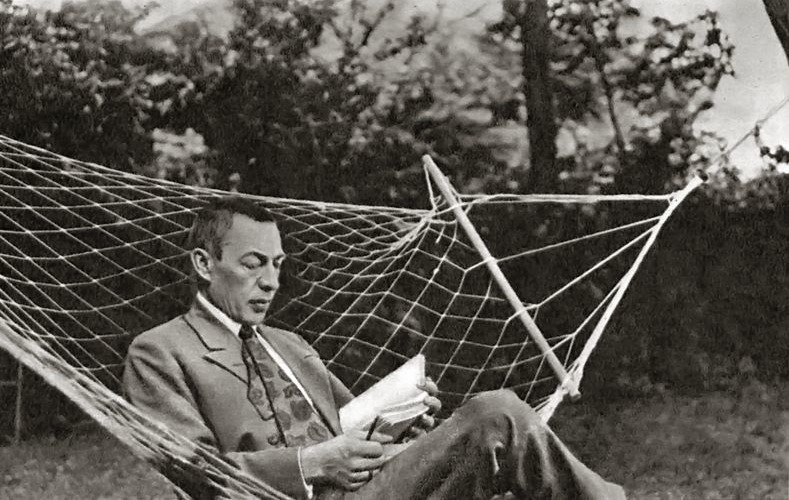
Rachmaninov nella sua residenza del New Jersey, 1923

Nella primavera del 1921 si trasferì a Locust Point nel New Jersey dove egli ritrovò un ambiente simile a quello che aveva a Ivanovka; negli Stati Uniti la famiglia Rachmaninov continuò a vivere secondo le tradizioni della cultura russa e ospitò spesso amici e componenti della numerosa comunità di immigrati russi; la nostalgia si faceva sentire e il compositore pensò a un riavvicinamento all'Europa, tornò infatti in Germania e in Inghilterra per una serie di concerti. Nel 1925, dopo sette anni di continue esibizioni, Rachmaninov decise di prendersi un anno per comporre un nuovo lavoro che sarà il quarto concerto per pianoforte e orchestra. Nel 1929 registrò il suo secondo concerto per pianoforte con la Philadelphia Orchestra diretta da Leopold Stokowski. Sapendo di non poter contare solo sugli introiti delle sue composizioni riprese le stagioni di concerti sia negli Stati Uniti sia in Europa e nel giro di pochi anni riuscì ad accumulare una discreta fortuna. Nel 1931 acquistò un terreno in Svizzera a Hertenstein, frazione di Weggis, sul lago di Lucerna, dove fece edificare Villa Senar. Questo luogo avrebbe sostituito nelle sue intenzioni la dacia di Ivanovka, dove era solito soggiornare in Russia. In Svizzera Rachmaninov e la famiglia passarono ogni estate fino al 1939, e qui il compositore poteva trovare la giusta atmosfera per comporre. Egli amò molto questa nuova abitazione e si dedicò anche a seguire gli ultimi miglioramenti insieme agli operai e a curare il giardino. Comprò anche un motoscafo con cui si divertì moltissimo a percorrere le acque del lago di Lucerna. Dalla sua residenza svizzera Rachmaninov compì anche numerosi viaggi a bordo della sua automobile alla volta di Parigi, dell'Italia o della Germania.
Ormai il musicista non sperava più di poter rientrare in patria e quando gli Stati Uniti riconobbero l'Unione Sovietica e il relativo governo nel novembre del 1933, in un'intervista per lo Evening Post, disse che egli si sentiva in tutto e per tutto un suddito dello zar e che la sua integrità di uomo e di musicista si poteva identificare solamente con quella che era la Russia del passato. Il risultato di queste affermazioni fu un boicottaggio da parte del governo sovietico riguardo a tutte le opere di Rachmaninov.
I costi sostenuti per la costruzione di Villa Senar obbligarono il compositore a intraprendere una nuova serie di concerti; egli si mostrava però sempre più affaticato e, oltre alla nevralgia alla tempia che lo affliggeva da anni, a una visita medica riscontrarono anche alcuni problemi cardiaci. Quando rientrò in Svizzera scrisse la sua Terza sinfonia che terminò il 6 giugno 1936. L'opera ebbe riscontri discordanti, la critica non lo riteneva più all'altezza delle sue precedenti composizioni; ormai, infatti, molti pensavano che Rachmaninov fosse un musicista troppo legato al passato anche se rimaneva immutata la grande considerazione per le sue esecuzioni pianistiche.
Quando nell'aprile 1938 seppe che Šaljapin si era ammalato in modo grave, Rachmaninov corse a Parigi per stare vicino all'amico e rimase al suo capezzale fino alla fine. L'evento ebbe ripercussioni notevoli sulle condizioni di salute, fisica e mentale, del musicista che soffriva già di un inizio di sclerosi e di problemi di vista.

### La vecchiaia e la morte

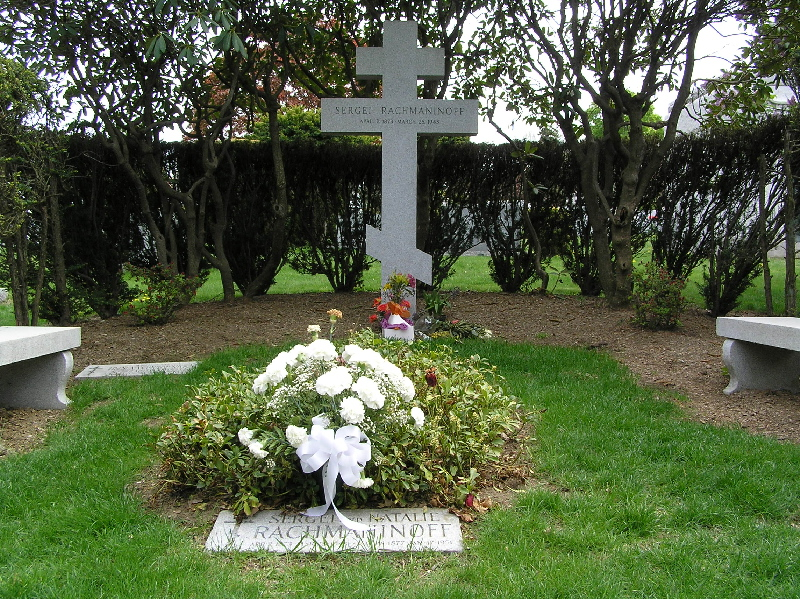
Tomba di Rachmaninov a Kensico

Egli si esibì per l'ultima volta in Europa l'11 agosto 1939 al Festival di Lucerna. Fu la sua unica partecipazione al festival e l'ultima apparizione in pubblico in Europa. Dodici giorni dopo, a bordo dell'Aquitania, il 23 agosto 1939 Rachmaninov con la moglie abbandonò definitivamente l'Europa e non rivide più neppure la figlia Tat'jana che viveva in Francia; l'altra figlia, Irina, e la nipote Sofja li avrebbero invece raggiunti di lì a poco in America. La famiglia si stabilì momentaneamente nei pressi di Huntington a Long Island; qui il musicista terminò nell'agosto del 1940 la partitura delle Danze sinfoniche portandone a compimento l'orchestrazione nel novembre successivo. Nonostante gli acciacchi Rachmaninov continuò la carriera concertistica, diradando soltanto un po' i concerti fra loro.
Al giungere delle notizie sull'avanzata delle truppe tedesche in Russia, il musicista organizzò molte iniziative in aiuto dei suoi compatrioti; a novembre destinò il ricavato di un suo recital alle vittime russe della guerra e spedì medicinali e aiuti per circa quattromila dollari. La famiglia Rachmaninov nel 1942 decise di trasferirsi per l'estate in California; a metà maggio giunsero a Beverly Hills prendendo alloggio in una grande villa con un salone con due pianoforti a coda che il musicista utilizzò spesso per suonare insieme all'amico Vladimir Horowitz. La California piacque talmente a Rachmaninov che decise di acquistare una casa, sempre a Beverly Hills, in Elm Drive. Ebbe occasione di frequentare Igor' Stravinskij anch'egli residente in zona; durante cene conviviali i due compositori discussero cordialmente di argomenti musicali e, anche se Stravinskij non amò mai molto la musica del collega, fu sempre con lui in ottimi rapporti, ammirandolo come esecutore e affermando, con compiacimento, che era l'unico pianista che non facesse smorfie quando suonava.
Rachmaninov diede il suo ultimo concerto a New York il 18 dicembre 1942 eseguendo la Rapsodia con la direzione di Dimitri Mitropoulos. Verso il mese di gennaio 1943 le sue condizioni di salute peggiorarono sensibilmente; la tosse ostinata e la perdita di peso erano segnali del carcinoma del polmone che gli venne infine diagnosticato. Nonostante tutto non volle rinunciare a dare concerti a Chicago, a Louisville e a Knoxville dove il 17 febbraio fece la sua ultima apparizione concertistica. Sempre più debole, dopo un viaggio estenuante, giunse a Los Angeles dove fu ricoverato in clinica, assistito dalla moglie e da Fedja Šaljapin, figlio del suo caro amico. Dopo un periodo di osservazione gli fu consentito di tornare nella sua abitazione. A metà marzo il suo medico personale Alexandr Golizin gli riscontrò anche una serie di melanomi. Il 28 marzo 1943 si spense nella sua casa di Beverly Hills, in California, mentre il mondo viveva in pieno la tragedia della seconda guerra mondiale. Durante il periodo trascorso a Villa Senar egli aveva espresso il desiderio di esservi un giorno sepolto, ma la situazione bellica non lo consentì e venne trasportato sulla costa orientale. Rachmaninov riposa attualmente al Kensico Cemetery di Valhalla, nello stato di New York, dove fu inumato il 1º giugno.
Il 1º febbraio 1943, due mesi prima di morire, Rachmaninov e la moglie Natalija erano diventati cittadini statunitensi con una cerimonia pubblica a New York.
Rachmaninov teneva molto alle sue mani, preziose per un pianista della sua fama, e per questo le assicurò presso i Lloyd's di Londra; per ripararle da eventuali danni da freddo usava proteggerle con un manicotto termico. Egli era anche noto, tra i pianisti, per l'ampiezza delle mani che gli permettevano di raggiungere un intervallo di dodicesima o, secondo altre fonti, addirittura di tredicesima sulla tastiera. L'inusuale caratteristica è stata erroneamente e alternativamente ricondotta alla sindrome di Marfan (di cui il pianista non mostrava nessuno degli altri sintomi) o all'acromegalia: le dimensioni delle mani di Rachmaninov erano semplicemente proporzionate alla sua altezza di circa 2 metri.

## Composizioni
Rachmaninov è stato un pianista di grandi capacità e una gran parte della sua produzione compositiva consiste in opere per pianoforte solo. Tra i lavori più importanti vi sono i Morceaux de fantaisie op. 3 del 1892 che comprendono il celebre Preludio in do diesis minore, i Morceaux de salon, Op. 10 (1893-1894), i Six moments musicaux (1896), due serie di Preludi, i Dieci preludi, Op. 23 e i Tredici preludi, Op. 32. Scrisse inoltre due sonate per pianoforte op. 28 e op. 36, le Variazioni su un tema di Chopin (1902-1903) e le Variazioni su un tema di Corelli (1931). Scritte per due pianoforti sono la Rapsodia russa (1891), la Suite n. 1 op. 5 e la Suite n. 2 op. 17.
Per pianoforte e orchestra scrisse quattro concerti, Concerto n. 1 in Fa diesis minore, n. 2 in Do minore, n. 3 in Re minore e n. 4 in Sol minore. Celebre è la sua Rapsodia su un tema di Paganini, del 1934, una delle sue ultime composizioni.
Tra le opere per orchestra, dopo la Sinfonia in Re minore, lavoro giovanile del 1891, sono da ricordare altre tre sinfonie, la n. 1 in Re minore, la n. 2 in Mi minore e la n. 3 in La minore. Altre opere orchestrali sono La roccia, fantasia del 1893, il Caprice bohémien (1892-1894), il poema sinfonico L'isola dei morti, la suite Danze sinfoniche, ultimo lavoro del musicista scritto nel 1940.
Si dedicò anche alla composizione di opere liriche tra cui si ricordano Aleko del 1892, Il cavaliere avaro (1903-1905), Francesca da Rimini (1900-1905), Monna Vanna (1908).
La produzione di Rachmaninov per quanto riguarda la musica da camera è piuttosto esigua, comprende principalmente il Trio élégiaque n. 1 e Trio élégiaque n. 2, i Morceaux de salon, Op. 6 per violino e pianoforte e la Sonata per violoncello e pianoforte.
Il musicista scrisse inoltre 83 canzoni, tutte per voce e pianoforte, alcune su testi di poeti russi quali  Alexander Pushkin e Mikhail Lermontov; la più celebre fra queste composizioni è Vocalise, in seguito arrangiata anche per voce e orchestra. Tra le opere corali si ricordano la cantata La primavera, la composizione sacra Liturgia di San Giovanni Crisostomo e la sinfonia corale Le campane.

## Riconoscimenti
Nel 1929 registrò il suo secondo concerto per pianoforte e orchestra con la Philadelphia Orchestra diretta da Leopold Stokowski che fu premiato con il Grammy Hall of Fame Award nel 1976.
Nel 1934 registrò poi la sua Rapsodia su un tema di Paganini ancora con la Philadelphia Orchestra diretta da Leopold Stokowski, premiato con il Grammy Hall of Fame Award nel 1979.

## Filmografia e documentari
- Vetka sireni, film di Pavel Lungin
- Harvest of sorrow, film-documentario di Tony Palmer